# Чалак, Георге
Георге Чалак (21 апреля 1886, Бухарест — 7 декабря 1977, Бухарест) — румынский военный деятель, корпусной генерал (1944). Участник Первой мировой войны и Второй мировой войны на Восточном фронте. Командир Румынского кавалерийского корпуса при обороне Крыма в 1944 году.

## Биография
Родился 21 апреля 1886 года в Бухаресте.
С 1906 по 1908 год учился в Военной школе пехоты и кавалерии, которую окончил в звании младшего лейтенанта. Он дослужился до лейтенанта (1910). Участник Первой мировой войны. Капитан (1916) и майор (1917), подполковник (1923) и полковник (1929). В 1938 году он был произведен в бригадные генералы. С 1940 по 1941 год Чалак занимал должность начальника Управления кадров в Военном министерстве.
С 20 февраля 1941 по 1 августа 1942 командовал 4-й дивизией. Участник Второй мировой войны на Восточном фронте. В 1942 году командующий 7-й корпусной боевым районом.
Маршал А. И. Ерёменко в своих мемуарах «Сталинград» приводит немецкий трофейный документ офицера связи при румынском штабе капитана Зольдана с такой характеристикой; «Командир дивизии генерал Чалык Георге — энергичный человек, обладает решимостью и инициативой, умеет проводить свою волю, но так как находится под влиянием французских методов, то во всех его решениях сквозит медлительность и стремление к полной надежности; будучи, по-видимому, болен желудком, легко возбуждается. Свои обязанности командира дивизии выполняет хорошо и уверенно».
С 2 января 1943 года был назначен командиром кавалерийского корпуса — одного из лучших соединений румынской армии. Оборонял Крым. Корпусной генерал (январь 1944). Эвакуировался с войсками из Севастополя. После переворота в Румынии и падения режима Й. Антонеску Чалак, хотя и был известен как германофил, сохранил свой пост.
В середине сентября в районе Лугожа со своим кавалерийским корпусом участвовал в боях против немцев в битве при Тимишоаре.
23 октября 1944 года он был отстранен от командования и вскоре арестован. Содержался в тюрьме Мальмезон в Бухаресте, был перемещен под домашний арест в феврале 1945 года после вмешательства начальника румынского Генерального штаба генерала Константина Сэнэтеску.[1] Он был уволен из армии в марте 1945 года. Оправдан Апелляционным судом Бухареста и освобожден в октябре 1946 года. 21 ноября 1951 году Чалак вновь был обвинен в преступлениях против человечности, арестован и заключен в Джилавской крепостной тюрьме. 8 октября 1955 года был освобожден.
Умер 7 декабря 1977 года в Бухаресте.